# Schloss Blieskastel

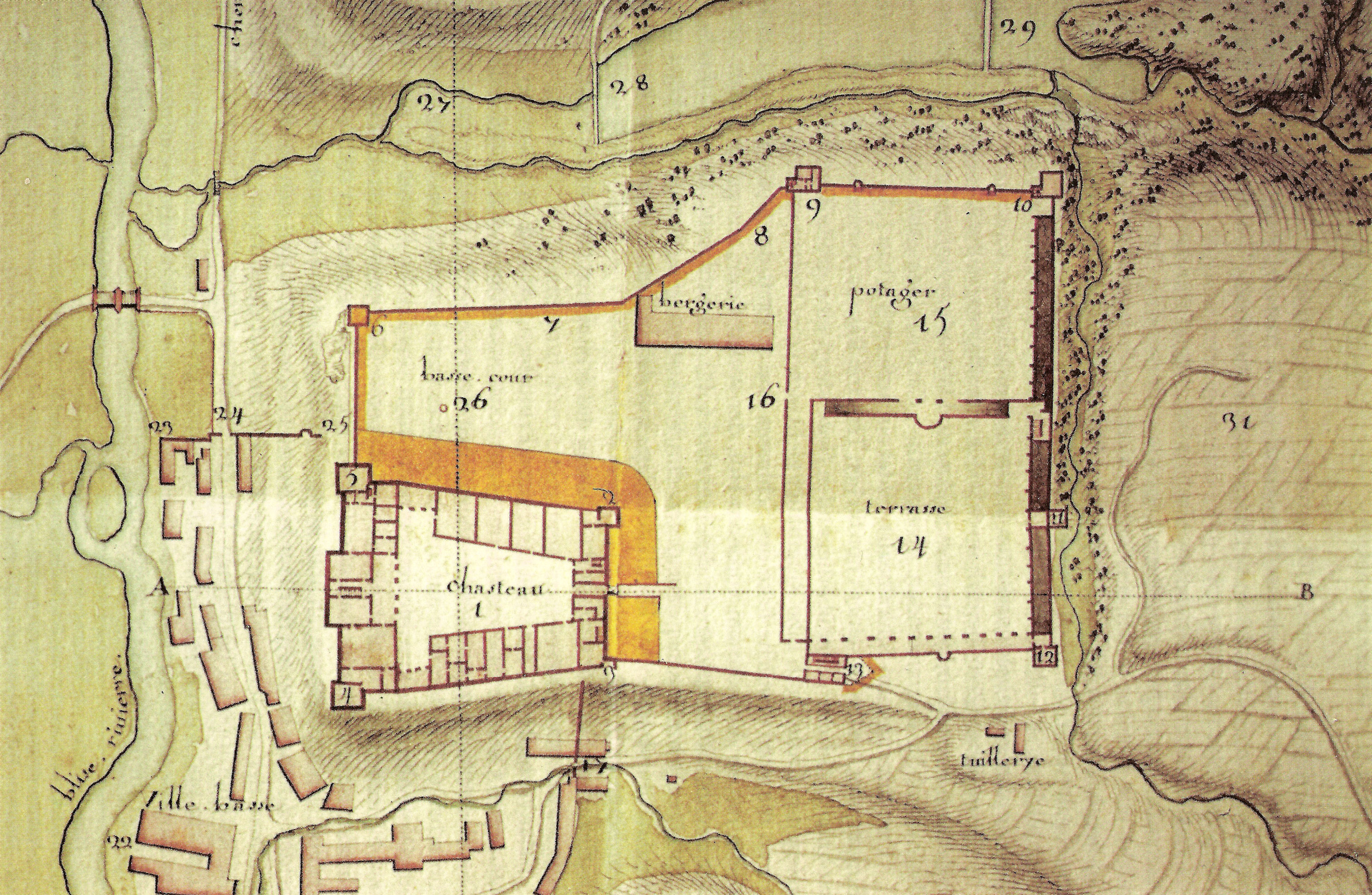
Plan der Schlossanlage von M. Favart aus dem Jahr 1704

Das Schloss Blieskastel wurde 1661–1676 von Karl Kaspar von der Leyen und Damian Hartard von der Leyen auf einem Felsen oberhalb von Blieskastel errichtet. Von der barocken Schlossanlage sind heute lediglich die Fundamente und das Sockelgeschoss des Schlossmitteltraktes sowie Reste der ehemaligen Gartenanlage, darunter der so genannte „Lange Bau“, erhalten.

## Geschichte
Vorgängerbau des Schlosses war eine mittelalterliche Spornburganlage, die sich über dem steil abfallenden Schlossbergfelsen erhob und Ort und Bliestal beherrschte. Die seit 1337 im Besitz von Kurtrier befindliche Burg wurde 1522 von Franz von Sickingen wie auch nachfolgend im Dreißigjährigen Krieg weitestgehend zerstört.
Nachdem das kurtrierische Amt Blieskastel im Jahr 1660 in den Besitz der Freiherren Von der Leyen übergegangen war, hatten sich diese sogleich entschlossen, auf dem alten Burgareal oberhalb von Blieskastel eine Schlossanlage zu errichten. Bauherren sind der Trierer Kurfürst und Erzbischof Karl Kaspar von der Leyen (1618–1676) und sein Bruder Damian Hartard von der Leyen (1624–1678), späterer Kurfürst und Erzbischof von Mainz. Die Bauarbeiten für das Schloss begannen im Herbst 1661, mit den Arbeiten für die Gartenanlage wurde Ende des Jahres 1665 begonnen. Als Baumeister gilt der Kapuzinerbruder Bonitius von Trier. Baunachrichten lassen darauf schließen, dass die Schlossanlage ca. 15 Jahre nach Baubeginn im Äußeren fertiggestellt war.
In der Folgezeit erfuhren der Außenbau und die Grundrissdisposition des Schlosses keine wesentlichen Veränderungen. Im Zuge der 1773 vorgenommenen Residenzverlegung der Grafen von der Leyen von Koblenz nach Blieskastel erfolgten Umbauarbeiten, die unter anderem das Schlossinnere betrafen. Weitere bauliche Veränderungen beschränkten sich in erster Linie auf die zum Schloss gehörenden Wirtschaftsgebäude und auf Teile der Gartenarchitektur. Im gleichen Zusammenhang wurden 1775 Franziskaner-Rekollekten der Rheinischen Provinz zur Gründung eines Klosters mit angeschlossener Lateinschule berufen. Nach dem Tode von Franz Karl von der Leyen am 26. September 1775 initiierte Marianne von der Leyen im darauffolgenden Jahr den Bau der westlich des Schlossareals gelegenen Schlosskirche, die neben ihrer Funktion als Klosterkirche auch die eines Hausklosters der Familie übernahm, indem ihre Krypta als deren Grablege und ihre heutige Sakristei als gräfliches Oratorium diente. Unter ihrer Regentschaft erfolgten zugleich ab 1784 letzte Bautätigkeiten am Blieskasteler Schloss.

## Zerstörung und Abbruch des Schlosses

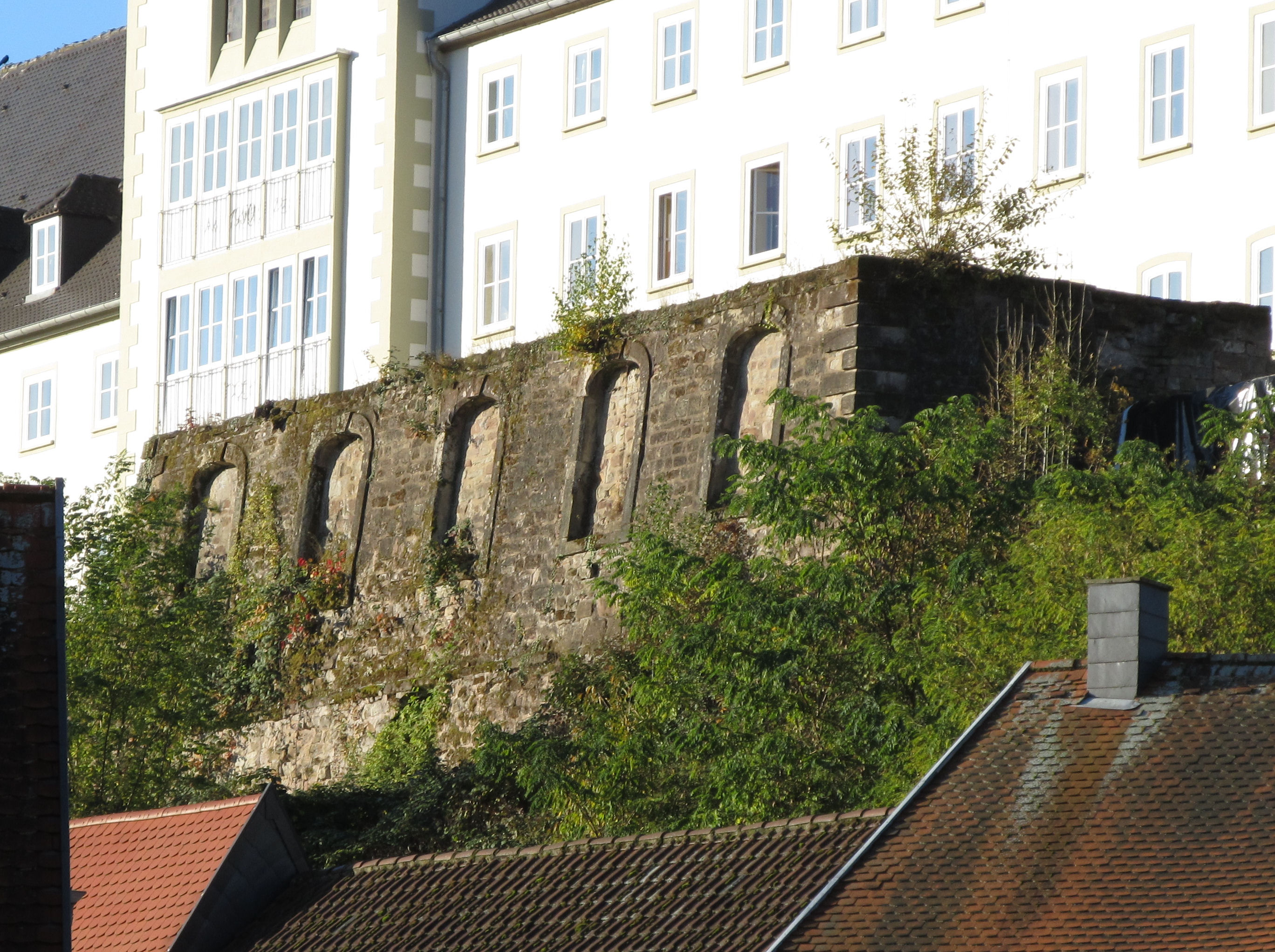
Sockelgeschoss des Wohnflügels

Im Frühjahr des Jahres 1793 griffen die der Französischen Revolution folgenden Unruhen auch auf Blieskastel über. Am 14. Mai 1793 musste Marianne von der Leyen aus dem Schloss flüchten, um der Gefahr einer Verhaftung durch französisches Militär, das bereits das Schloss umstellt hatte, zu entgehen. Kurz darauf begannen die Soldaten, das kostbare Schlossinventar zu plündern und boten es in Blieskastel und in Saargemünd zur Versteigerung an.
Im Winter 1793/94 diente das Schloss französischen Truppen als Winterquartier, wobei es zu neuen Plünderungen, Zerstörungen und einem größeren Brand kam.
In den folgenden Jahren verfiel das Schloss immer mehr. Bewohner aus Blieskastel und Umgebung eigneten sich v. a. Holz und Metall des leerstehenden Schlosses an.
Um die Jahreswende 1801/02 oder Anfang 1802 fielen große Steine vom inzwischen stark baufälligen Schloss auf die Häuser am Fuß des Felsens, auf dem das Schlossgebäude stand, und richteten größeren Schaden an. Daraufhin wurden im Mai 1802 die Teile des Schlosses, von denen die Steinschlaggefahr ausging, zum Abbruch bis auf die Keller versteigert. Das durch den Abbruch anfallende Material wurde verkauft.
Der Verkauf der Baureste zog sich bis 1804 hin. Der übrig gebliebene Bauschutt wurde in die noch intakten Kellerräume des Schlosses gefüllt.
Die bayerische Regierung, unter deren Verwaltung Blieskastel seit 1816 stand, ließ die letzten Überreste des Schlosses 1820 beseitigen und den Platz einebnen. Auf drei Seiten sind die Umfassungsmauern der Schlossanlage teilweise erhalten. Am westlichen Endpunkt der südlichen Umfassungsmauer hat sich das Sockelgeschoss des südwestlichen Gartenhauses erhalten. Die Mauer, die das Gartenareal westlich begrenzte ist vollständig abgetragen.
Das Sockelgeschoss des Wohnflügels ist als Teil der Umfassungsmauern in voller Höhe erhalten geblieben.
Ab Mitte des 20. Jahrhunderts entstanden im Gelände des ehemaligen Schlosses etliche Neubauten. Über Teilen der Ruinen des ehemaligen Schlosses errichtete man 1938/39 zunächst einen Schutzkeller mit darüber befindlichem Tarnbau zur Unterbringung der Arbeiter der Organisation Todt. In den frühen 1950er Jahren wurde an dieses Gebäude das Schülerinnenheim des katholischen Lehrerinnenseminars (im Volksmund Internat genannt) angebaut, das heute teilweise vom Von der Leyen-Gymnasium benutzt wird. In den 1960er Jahren errichtete man schließlich im südwestlichen Teil des Geländes eine Grundschule und eine Sonderschule. In den nicht überbauten Bereichen erbrachten archäologische und geophysikalische Untersuchungen in den Jahren 2005 bis 2007 und 2016 zahlreiche neue Erkenntnisse.

## Ehemaliger Schlossgarten

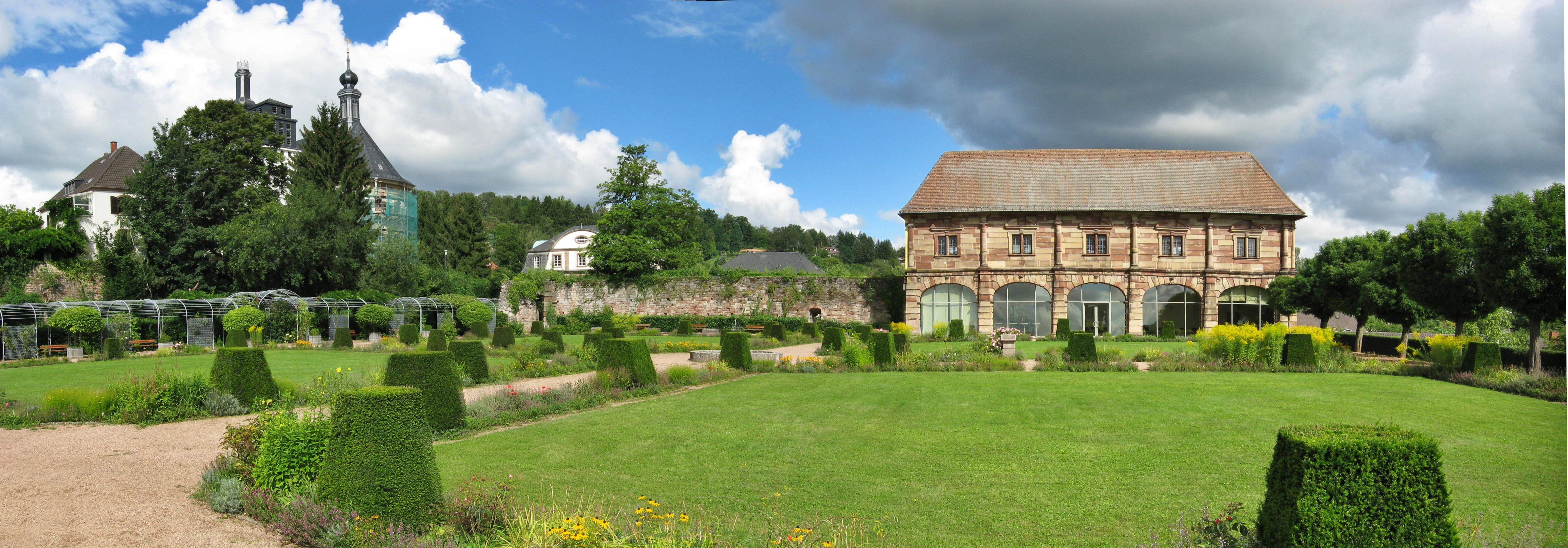
Der wiederhergestellte Schlossgarten

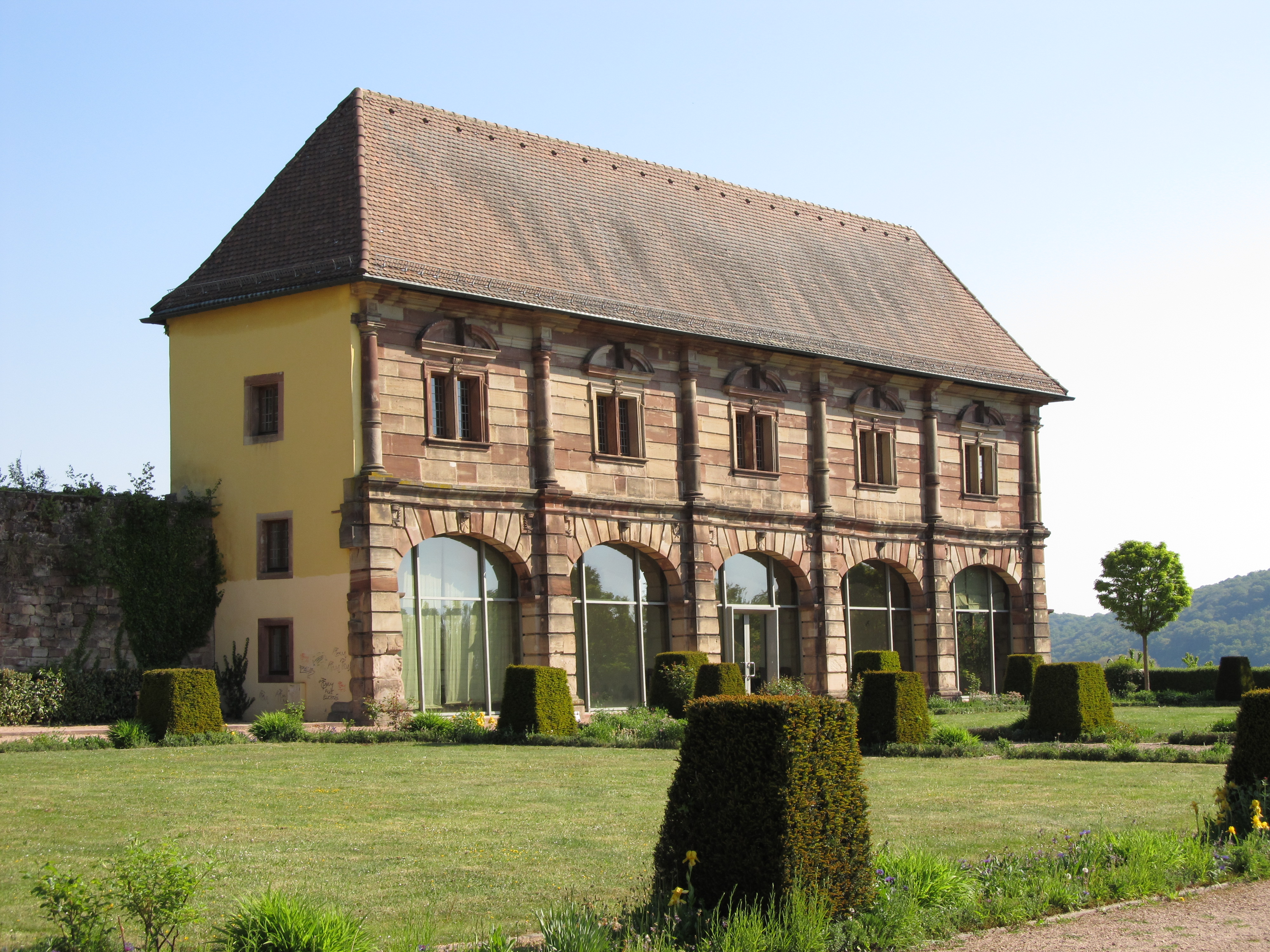
Der 'Lange Bau'

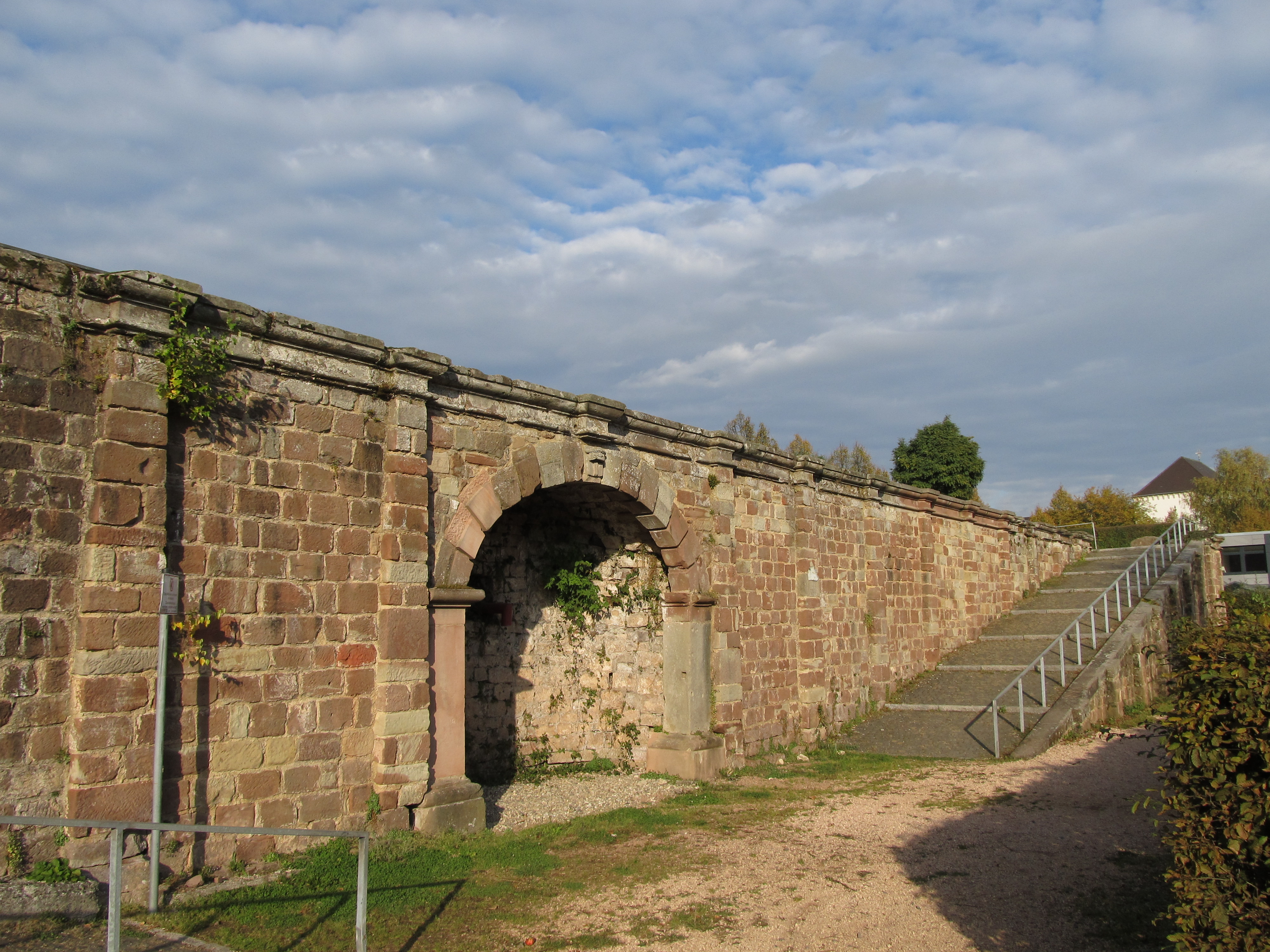
Die Treppenrampe zum oberen Gartenparterre

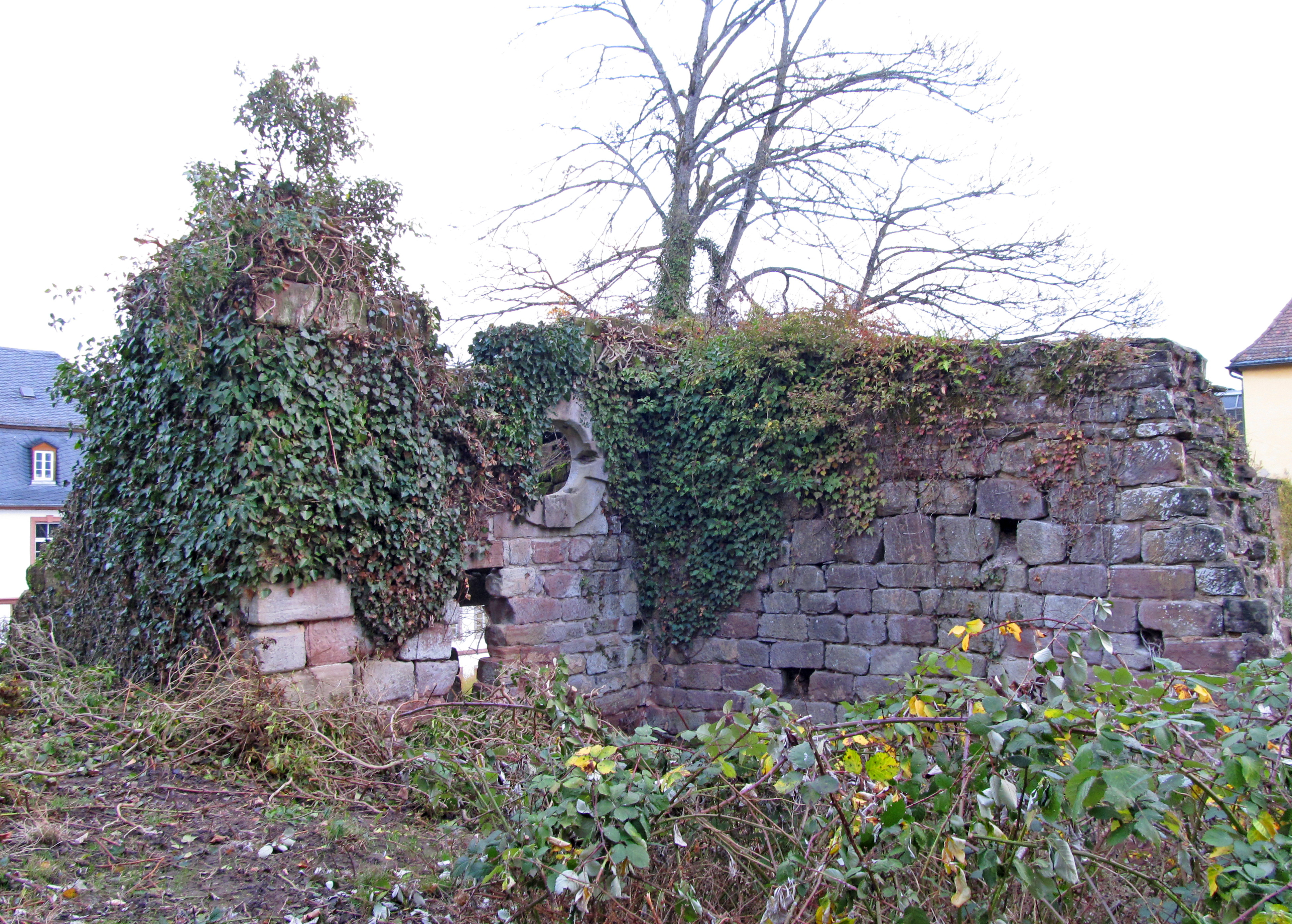
Der nordwestliche Gartenturm

Westlich des Schlosses ist auf dem Plateau des Schlossbergs die Terrassierung des ehemaligen Schlossgartens mit Teilen seiner Umbauung erhalten. Sein rechteckiger Grundriss war in zwei nahezu quadratische Bereiche unterteilt, deren südlicher als Küchengarten (Potager) diente, und deren erhöht gelegener nördlicher den eigentlichen Lustgarten darstellte. Eingefasst war die Anlage von einer Umfassungsmauer mit quadratischen Turmbauten an drei ihrer Ecken, die vierte, nordöstliche Ecke nahm der Torturm der Schlossanlage ein. Die Vermittlung zwischen den beiden Gartenbereichen geschah vermittels einer erhaltenen doppelläufigen Rampe, deren Hangmauern durch toskanische Pilaster gegliedert sind und die in ihrer Mitte eine wappenbekrönte Brunnennische erhält.
Die nördliche Seite des Schlossgarten nahm der sogenannte „Lange Bau“ ein, ein zwölfachsiger Galerietrakt, von dem als einziger im aufgehenden Mauerwerk erhaltener Rest der Schlossanlage nur noch sein fünfachsiger östlicher Abschnitt sowie ein einzelner Pfeiler seines westlichen Jochs existieren. Sein Erdgeschoss öffnet sich in korbbogigen Arkaden zwischen Pfeilern, sein Obergeschoss wird durch Halbsäulenvorlagen gegliedert und enthält doppelachsige Rechteckfenstern unter Sprenggiebeln. Die Quaderflächen sind durchgängig rustiziert. Als architektonisches Vorbild konnte der 1647 als Teil des dortigen Niederschlosses erbaute Rote Turm in Trier nachgewiesen werden. Dem Situationsplan von 1704 zufolge setzte sich zumindest das Erdgeschoss des Baus als Terrasse mit vorgesetzter, gleichfalls zwölfachsiger Hangmauer auf der Westseite des Gartens fort. Zu dem ursprünglich sicher vorhandenen Obergeschoss führte eine zweiläufige Treppe am Südende des Baus. Ein weiterer, diesmal elfachsiger Galerietrakt begrenzte außerdem als Rahmenarchitektur das untere Gartenparterre.
Als Ruine hat sich der nordwestliche Eckturm der Anlage erhalten, der in seinem Innern ein nachgotisches Kreuzrippengewölbe besaß.
In den 1980er Jahren wurde der Lange Bau umfassend renoviert und um moderne Anbauten erweitert. In der Denkmalliste des Saarlandes ist der Lange Bau als Einzeldenkmal im Ensemble Alt-Blieskastel aufgeführt.